# カジミェシュ4世 (スウプスク公)

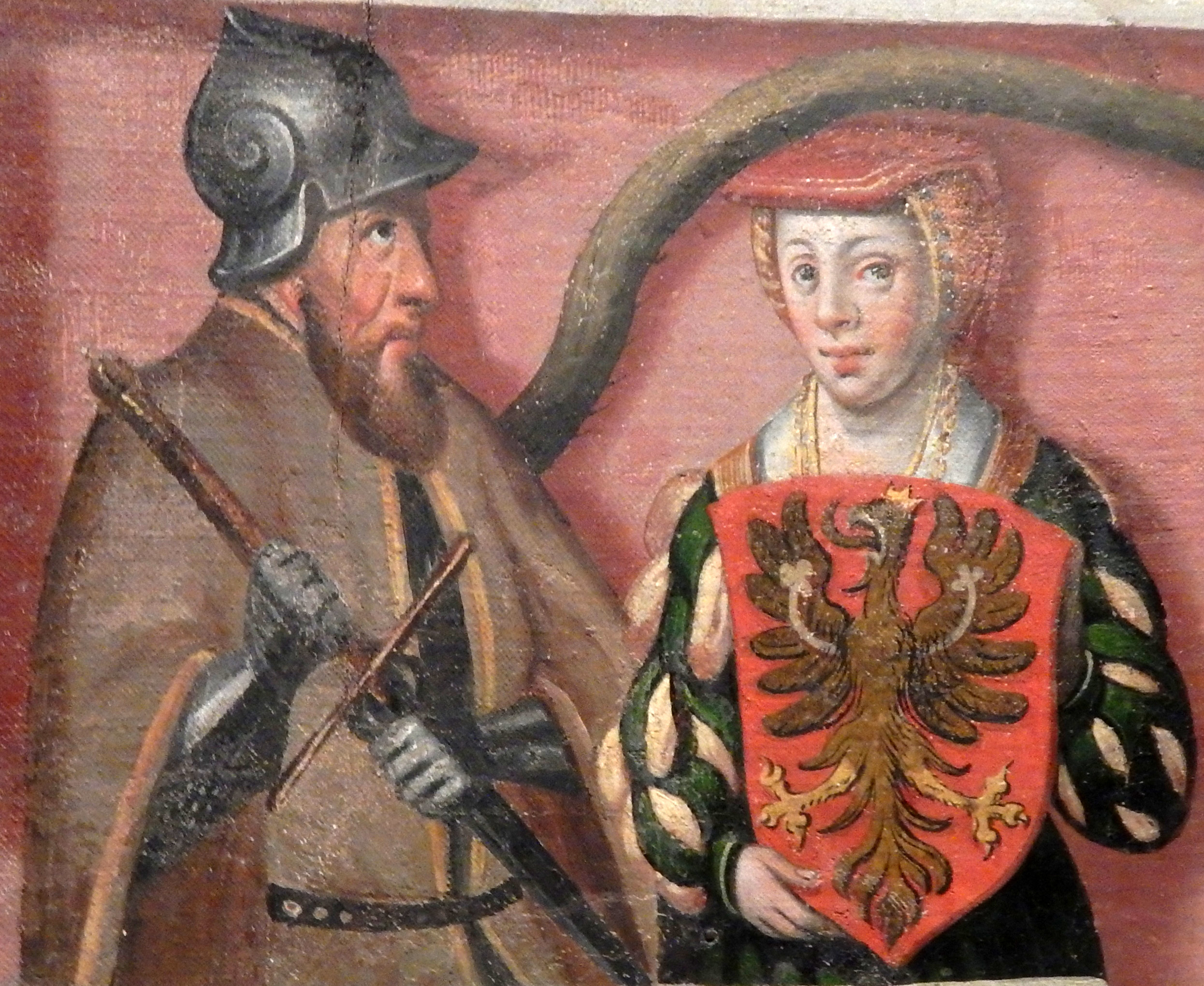
カジミェシュ4世と2番目の妃マウゴジャータ・マゾヴィエツカ

カジミェシュ4世（ポーランド語: Kazimierz IV słupski, 1351年 - 1377年1月2日）またはカジミール4世（ドイツ語: Kasimir IV）は、ポメラニア＝スウプスク（シュトルプ）公（在位：1374年 - 1377年）。スウプスク＝ヴォルガスト公ボグスワフ5世の長男、母はポーランド王カジミェシュ3世の娘エルジュビェタ。姉に神聖ローマ皇帝カール4世の妃エルジュビェタがいる。カシコ（Kaźko słupski）の名前で呼ばれることもある。

## 生涯
カジミェシュ4世は母方の祖父であるポーランド王カジミェシュ3世にとっては唯一の孫息子で、非常に親しかった。1370年に亡くなる際、カジミェシュ3世は自分の王国を孫のスウプスク公子と甥のハンガリー王ラヨシュ1世の間で分割相続させると遺言し、孫にはドブジン、ブィドゴシュチュ、クルシュヴィツァ、ズウォトゥフ、ヴァウチュなどクヤヴィ公家の世襲領地を与えると決めた。しかしポーランドの貴族や高位聖職者たちはかつてのポーランド王国の分裂状態が再び起きるのを恐れ、国王の遺言を無視して王国領のほぼ全域と王冠をハンガリー王に差し出した。結局、スウプスク公子カジミェシュには封土という形でドブジンが一時的に与えられたのみだった。
1360年、カジミェシュ4世はリトアニアのアルギルダス大公の娘ケンナと結婚した。カジミェシュの母方の祖母アルドナはアルギルダスの姉妹であったため、ケンナとカジミェシュは親族関係にあった。ケンナは東方正教会の信徒として育っており、結婚に際してローマ・カトリックに改宗し、新たに「ヨハンナ」と名乗った。ケンナは子供を産まないうちに、1368年4月に亡くなった。翌1369年の4月、カジミェシュはマゾフシェ公シェモヴィト3世の娘マウゴジャータと再婚した。カジミェシュはこの結婚でも子供をもうけることが出来ず、1377年に亡くなると、腹違いの弟ヴァルチスワフ7世（デンマーク王エリクの父親）がスウプスク公国を継承した。未亡人となったマウゴジャータはシロンスクのルビン公ヘンリク7世と再婚した。